# CBCラジオ長島送信所

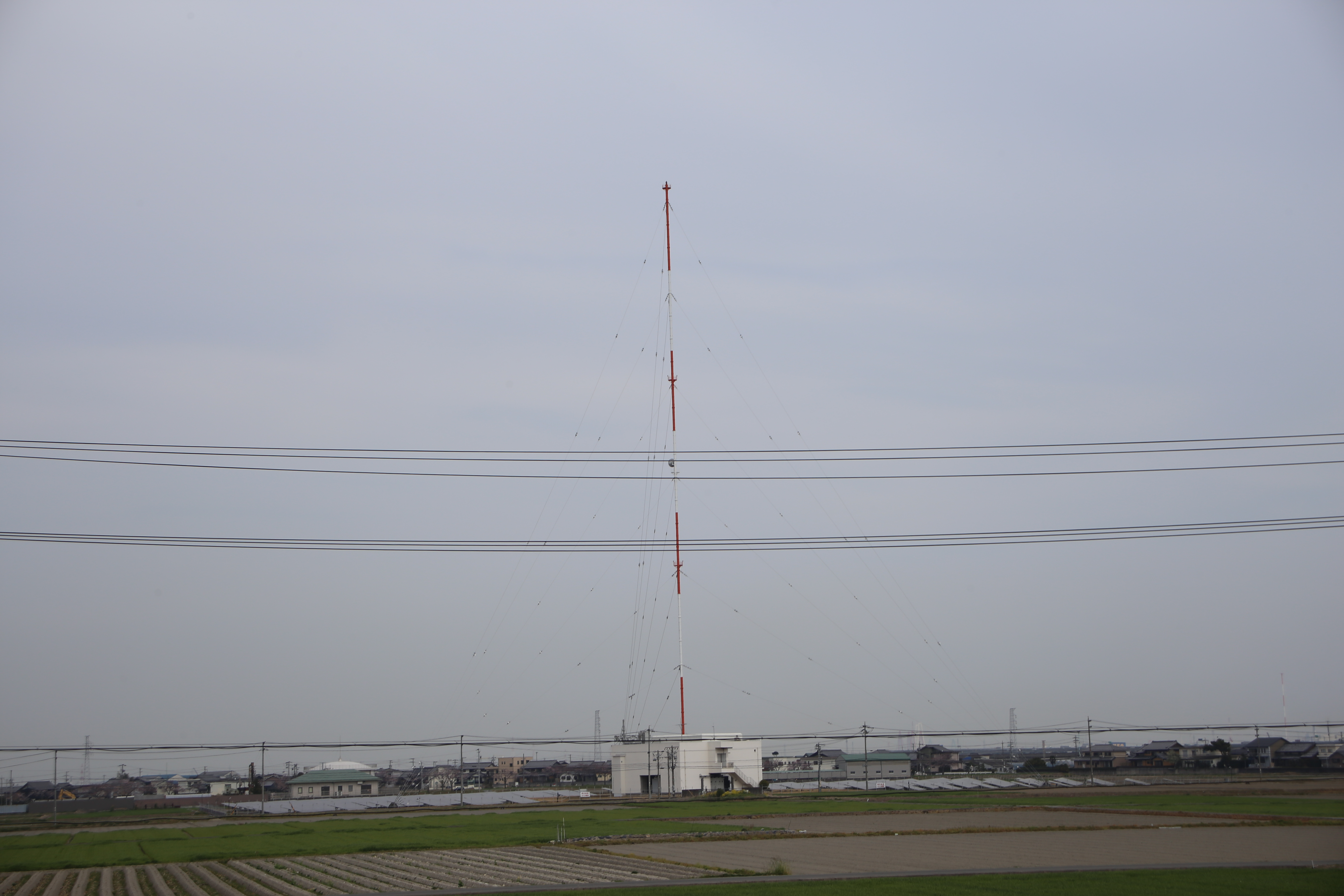
送信所（2016年3月）

CBCラジオ長島送信所（シービーシーラジオ ながしまそうしんじょ）は、三重県桑名市長島町白鶏に置かれているCBCラジオの主幹送信所。通称は「CBCラジオ名古屋送信所」。

## 送信所概要
| 周波数 （kHz） | 放送局名  | コールサイン | 空中線 電力 | 放送対象 地域 | 放送区域 内世帯数 |
| -------------- | --------- | ------------ | ----------- | ------------- | ----------------- |
| 1053           | CBCラジオ | JOAR         | 50kW        | 中京広域圏    | 587万6932世帯     |

## 所在地
- 三重県桑名市長島町白鶏（北緯35度2分39.0秒 東経136度43分25.7秒 / 北緯35.044167度 東経136.723806度）
  - ナガシマスパーランド及び伊勢湾岸自動車道湾岸長島インターチェンジ北側

## 特徴
- 名古屋地区のAM主幹送信所の中で、唯一三重県に存在する（NHK名古屋局は愛知県弥富市、東海ラジオは愛知県あま市）。
- 局舎には「CBCラジオ」のロゴが書かれており、夜間は赤色のネオンサインで飾られる。
- 当送信所は揖斐川・長良川・木曽川に挟まれる輪中に囲まれた土地にあり、さらに海の近くでもあるので、鳴海町時代と比べて接地抵抗は低くなり電波の飛びは非常に良くなった。但し夜間は海外の大出力隣接局と混信する事がある。
- 空中線は円管柱であり、鉄塔の高さは130mである
- 1992年4月4日から2021年1月10日まで、AMステレオ放送を実施していた[1]。
- 2013年8月28日から、同敷地内でメガソーラー級（発電出力1.645MW）の太陽光発電設備「長島太陽光発電所」の稼働を開始した[2]。

## 放送エリア
- 基本的には東海3県の愛知・岐阜・三重の全域及び静岡県西部の一部地域をカバーしている。愛知県豊橋、岐阜県高山、三重県伊賀など当局から離れた場所については中継所が設置されている。

## 歴史
- 1950年12月15日 - 中部日本放送（略称：CBC）設立。
- 1951年
  - 8月17日 - 午後10時40分、試験電波発射。
  - 9月1日 - 午前6時30分、本放送開始（コールサイン：JOAR・周波数：1090kc（kHzと同義）・出力：10kW）。
    - 送信所：鳴海送信所（愛知県愛知郡鳴海町伝治山（現在の名古屋市緑区鳴海町伝治山）〈北緯35度5分45.9秒 東経136度57分27秒〉）
- 1953年8月 - 周波数を1070kcに変更。
- 1959年10月 - 周波数を1030kcに変更。
- 1960年4月 - 周波数を1070kcに変更。
- 1962年2月 - 周波数を1050kcに変更。
- 1971年11月 - 出力を50kWに増強。
- 1978年11月23日 - 三重県桑名郡長島町（現在の桑名市）で、長島ラジオ送信所の運用開始、周波数を現在の1053kHzに変更。鳴海送信所は廃止。
- 1992年4月4日 - AMステレオ放送開始。
- 2009年2月1日 - 2月28日 - 改修工事のため、毎日午前0時から午前4時まで放送休止となった。
- 2013年
  - 4月1日 - ラジオ放送事業が、中部日本放送からCBCラジオに継承される[3]。
  - 8月28日 - 同送信所敷地内に設置した太陽光発電設備（発電出力1.645MW）の稼働を開始[2]。
- 2021年1月11日 - AMステレオ放送を終了し、モノラル放送へ変更[1]。